# Sirakovo (distrikt i Bulgarien, Vratsa)
Sirakovo (bulgariska: Сираково) är ett distrikt i Bulgarien.   Det ligger i kommunen Obsjtina Borovan och regionen Vratsa, i den nordvästra delen av landet, 100 km norr om huvudstaden Sofia.
Trakten runt Sirakovo består till största delen av jordbruksmark. Runt Sirakovo är det ganska glesbefolkat, med 45 invånare per kvadratkilometer.